# Salix turnorii
Salix turnorii är en videväxtart som beskrevs av Hugh Miller Raup. Salix turnorii ingår i släktet viden, och familjen videväxter. Inga underarter finns listade i Catalogue of Life.